# Litoria wisselensis
A Litoria wisselensis a kétéltűek (Amphibia) osztályának békák (Anura) rendjébe, a Pelodryadidae családba, azon belül a Pelodryadinae alcsaládba tartozó faj.

## Előfordulása
A faj Indonézia Papua tartományának endemikus faja. Természetes élőhelye állandó vagy időszakos édesvízi tavak, sziklás területek.